# 尤寧帕克 (佛羅里達州)
尤宁帕克（英語：Union Park）是位於美國佛羅里達州橙縣的一個人口普查指定地區。

## 地理
尤宁帕克的座標為28°33′56″N 81°14′14″W / 28.56556°N 81.23722°W，而該地最高點為海拔高度25米（即82英尺）。

## 人口
根據2010年美國人口普查的數據，尤宁帕克的面積為7.80平方千米，當中陸地面積為7.70平方千米，而水域面積為0.10平方千米。當地共有人口9769人，而人口密度為每平方千米1,252人。